# Тушины (этнографическая группа)
Туши́ны (груз. თუშები — [тушеби]) — этнографическая группа грузин. Живут в Ахметском муниципалитете Грузии и в бассейне реки Тушетская Алазани на востоке Грузии. Говорят на тушинском диалекте грузинского языка. Общая численность около 30 тысяч человек.

## История

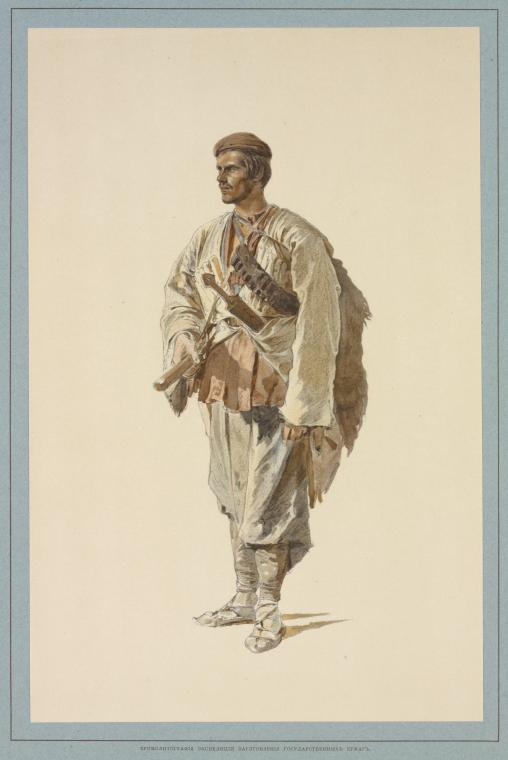
Тушинец. Рисунок Т. Горшельта. Альбом «Кавказские походные рисунки» (Санкт-Петербург, 1896)

Тушины обитают на северном скате Кавказского хребта, в верховьях реки Алазани, и кочуют, в зимнее время, в разных местах Грузии, преимущественно изобилующими пастбищами для скота, которыми они богаты.
Они разделяются на 4 общества: Цовское, Пирикительское, Гомицарское и Чагминское. Главная их промышленность состоит в скотоводстве и хлебопашестве: последнее время весьма незначительно. Стада свои они пасут в Теланском уезде на казенных землях, за что платят правительству.
В прошлом отличались некоторыми местными чертами культуры и быта, в частности, поклонению большим каменным крестам, крайне древним или, возможно, естественного происхождения. Были известны мастерством в изготовлении шерстяных изделий (хурджины, ноговицы и др.), а также постоянными набегами на территорию Чечни и Дагестана и защитой от таких же набегов другой стороны, особенно в зимнее время. Эти пограничные конфликты продолжались столетия и стали привычной частью традиционной культуры, отразились в фольклоре. Зимой тушинские села практически отрезаны от равнины снегами. Самые старые тушинские дома на высокогорье представляли собой башни с узкими окнами и хлевом на первом этаже, но большая часть сел покинута жителями в середине XX века. Большинство тушинов переселилось на равнину.